# Meghalayum
| ❮ | System        | Serie      | Stufe              | ≈ Alter (mya) |
| - | ------------- | ---------- | ------------------ | ------------- |
| ❮ | Q u a r t ä r | Holozän    | Meghalayum         | 0 ⬍ 0,004     |
| ❮ | Q u a r t ä r | Holozän    | Nordgrippium       | 0,004 ⬍ 0,008 |
| ❮ | Q u a r t ä r | Holozän    | Grönlandium        | 0,008 ⬍ 0,012 |
| ❮ | Q u a r t ä r | Pleistozän | Tarantium          | 0,012 ⬍ 0,126 |
| ❮ | Q u a r t ä r | Pleistozän | Ionium (Chibanium) | 0,126 ⬍ 0,781 |
| ❮ | Q u a r t ä r | Pleistozän | Calabrium          | 0,781 ⬍ 1,806 |
| ❮ | Q u a r t ä r | Pleistozän | Gelasium           | 1,806 ⬍ 2,588 |
| ❮ | früher        | früher     | früher             | älter         |

Das Meghalayum, ehemals Meghalayium, ist die oberste Stufe des Holozäns und damit die jüngste stratigraphische Einheit der Erdgeschichte. Es wurde nach dem indischen Bundesstaat Meghalaya benannt und beginnt 4.200 BP, in der Nähe des 4,2-Kilojahr-Ereignisses und dauert (unter Ausschluss des Anthropozäns) bis heute an.
Diese zeitliche Einteilung ist ausschließlich geologisch und ist damit beispielsweise vom Dreiperiodensystem der menschlichen Entwicklung zu trennen.
Die Stufe wurde im Juni 2018, zusammen mit den vorhergehenden Stufen des Holozäns, Northgrippium und Grönlandium, eingeführt. Unteres GSSP ist das namensgebende Mamwluh-Speläothem in Meghalaya, Indien. Unter Archäologen und Paläontologen ist die Nomenklatur umstritten.